# Snowballing

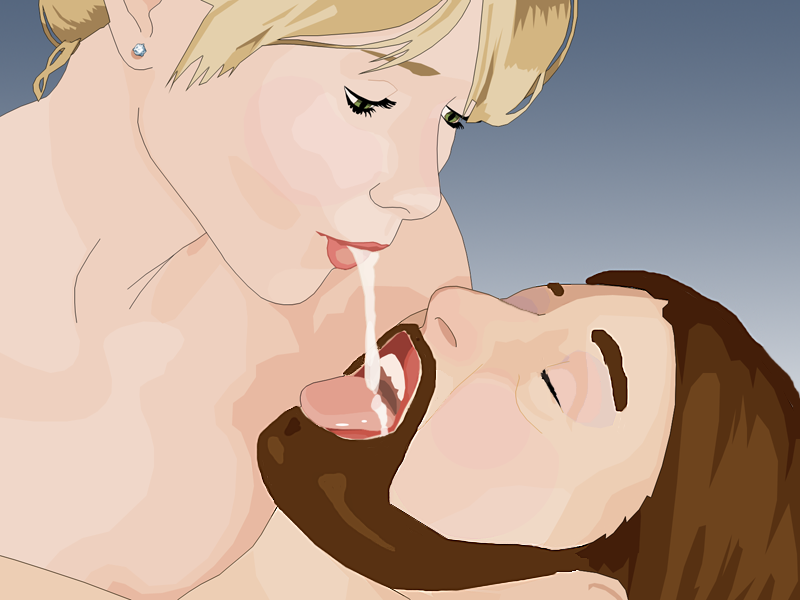
Una pareja practicando una bola de nieve.

Snowballing, literal bola de nieve en inglés y conocido popularmente en habla hispana como beso blanco, es una práctica sexual en el que una persona tiene en su boca el semen de otra, y luego lo pasa a la boca de otra con un beso.

## Descripción
En el contexto heterosexual, snowballing es cuando un hombre recibe su propio semen de la boca de una chica, en la que él ha eyaculado. Esto puede entenderse como el varón que desea adoptar un papel pasivo o de sumisivo (que no implica la convencional felación) o simplemente puede reflejar una carencia de inhibiciones y una apreciación de la naturaleza sin tabúes de sexo realmente intenso. Algunos hombres pueden hacer esto como un gesto de ternura y comunicando, después de tener un papel dominante, el cambio de rol.
El snowballing a menudo destaca en el porno, a veces como parte de una práctica llamada bukkake. Aquí, los hombres generalmente adoptan el papel dominante, y el semen se pasa entre las bocas de las mujeres. En vez de escupir el semen, una práctica mucho más común consiste en que una mujer abre su boca y deja al flujo de semen muy despacio o el chorrito en la boca de otra mujer; este proceso es lento por lo que esto ocupa más tiempo en el vídeo. Además se mantiene una distancia entre las bocas para ver mejor el fluido real que se cambia. En algunos casos el semen es tragado por una o ambas actrices.

## Riesgos
El snowballing implica el cambio de fluidos corporales sin ninguna barrera, por lo que no es una forma de sexo seguro. Los riesgos son similares a practicar sexo oral sin protección. 

## En la cultura popular
El término fue popularizado por Kevin Smith en la película Clerks, en la que un personaje apodado Willam Black/Snowball disfruta de esta práctica. 
El término también suele mencionarse como un cambio de esperma en los filmes pornos.